# Figueredo
Figueredo (llamada oficialmente Santa María de Figueredo) es una parroquia española del municipio de Oza-Cesuras, en la provincia de La Coruña, Galicia.

## Entidades de población
Entidades de población que forman parte de la parroquia:
- Cachavella (A Cachavella)
- Castro (O Castro)
- Choride
- Figueredo de Abajo (Figueredo de Abaixo)
- Figueredo de Arriba
- Liñares
- Pedreira (A Pedreira)
- Seijo (O Seixo)
- Trente

## Despoblado
- Outeiro (O Outeiro)

## Demografía
| Gráfica de evolución demográfica de Figueredo entre 2000 y 2019 |
|                                                                 |
| Datos según el nomenclátor publicado por el INE.                |